# 西垣雅矢
西垣 雅矢（にしがき まさや、1999年6月21日 - ）は、兵庫県朝来市出身のプロ野球選手（投手）。右投左打。東北楽天ゴールデンイーグルス所属。

## 経歴

### プロ入り前
朝来市立梁瀬小学校3年時に野球を始め、朝来市立梁瀬中学校では軟式野球部に所属。
報徳学園高校進学後、高校2年秋からエースとして活躍。秋の兵庫県大会、近畿大会で全試合に先発し、第89回選抜高等学校野球大会に出場。初戦の多治見高校戦では7回8奪三振無失点の好投。続く2回戦の前橋育英高校戦では丸山和郁と投げ合い、9回10奪三振完封。準々決勝の三浦銀二、古賀悠斗、仲田慶介ら擁する福岡大大濠高校には7回途中2失点の好投でベスト4進出に貢献した。準決勝の安田尚憲擁する履正社高校戦では先発するも3回途中2失点で降板。チームは9回に逆転され敗れた。3年夏は兵庫県大会準決勝で神戸国際大学附属高校に敗れた。野球部には1学年先輩に佐藤直樹、1学年後輩に小園海斗がいる。
早稲田大学進学後、1年春からリーグ戦登板。2年秋から先発として活躍し、4年秋には44回50奪三振、防御率1.02を記録しベストナインを獲得した。リーグ通算、37試合、9勝7敗、167回、157奪三振、防御率2.32。野球部には3学年先輩に小島和哉、1学年先輩に早川隆久、同期に徳山壮磨がいる。
2021年10月11日に行われたプロ野球ドラフト会議で東北楽天ゴールデンイーグルスから6位指名を受け、契約金3000万円、年俸700万円（金額は推定）という条件で入団した。背番号は49。

### 楽天時代
2022年は新人ながら開幕一軍スタートを切り、中継ぎとして24試合に登板し、防御率2.66を記録。11月3日、200万円増となる推定年俸900万円で契約を更改した。
2023年は4月12日の対オリックス・バファローズ戦で同年初登板となったが頓宮裕真に対する頭部死球により危険球退場。これ以降イップスに陥り、さらに7月には胸部出口症候群を発症。最終的には二軍では24試合に登板し、2勝2敗、防御率3.00を記録したが、一軍ではその1試合の登板にとどまった。11月5日、80万円減となる推定年俸820万円で契約を更改した。
2024年は2年ぶりに開幕一軍入りを果たし4月10日の対オリックス・バファローズ戦で同点の9回裏にマウンドに上がり無失点に抑えてその直後に味方が勝ち越したことによりプロ初勝利。また4月21日の対埼玉西武ライオンズ戦では守護神を務める則本昂大が体調不良により登録を抹消されていたこともあり、1点リードの9回に登板。無失点に抑えてプロ初セーブを挙げた。最終的には18試合の登板で1勝2敗1セーブを記録した。11月21日、100万円増の推定年俸920万円で契約を更改した。

## 詳細情報

### 年度別投手成績
| 年 度     | 球 団     | 登 板 | 先 発 | 完 投 | 完 封 | 無 四 球 | 勝 利 | 敗 戦 | セ 丨 ブ | ホ 丨 ル ド | 勝 率 | 打 者 | 投 球 回 | 被 安 打 | 被 本 塁 打 | 与 四 球 | 敬 遠 | 与 死 球 | 奪 三 振 | 暴 投 | ボ 丨 ク | 失 点 | 自 責 点 | 防 御 率 | W H I P |
| --------- | --------- | ----- | ----- | ----- | ----- | -------- | ----- | ----- | -------- | ----------- | ----- | ----- | -------- | -------- | ----------- | -------- | ----- | -------- | -------- | ----- | -------- | ----- | -------- | -------- | ------- |
| 2022      | 楽天      | 24    | 0     | 0     | 0     | 0        | 0     | 0     | 0        | 0           | ----  | 96    | 23.2     | 20       | 2           | 10       | 0     | 0        | 15       | 2     | 0        | 7     | 7        | 2.66     | 1.27    |
| 2023      | 楽天      | 1     | 0     | 0     | 0     | 0        | 0     | 0     | 0        | 0           | ----  | 4     | 0.1      | 1        | 0           | 1        | 0     | 1        | 0        | 0     | 0        | 3     | 3        | 81.00    | 6.00    |
| 2024      | 楽天      | 18    | 0     | 0     | 0     | 0        | 1     | 2     | 1        | 0           | .333  | 96    | 18.0     | 28       | 2           | 12       | 0     | 0        | 13       | 3     | 0        | 18    | 15       | 7.50     | 2.22    |
| 通算：3年 | 通算：3年 | 43    | 0     | 0     | 0     | 0        | 1     | 2     | 1        | 0           | .333  | 196   | 42.0     | 49       | 4           | 23       | 0     | 1        | 28       | 5     | 0        | 28    | 25       | 5.36     | 1.71    |

- 2024年度シーズン終了時

### 年度別守備成績
| 年 度 | 球 団 | 投手  | 投手  | 投手  | 投手  | 投手  | 投手     |
| 年 度 | 球 団 | 試 合 | 刺 殺 | 補 殺 | 失 策 | 併 殺 | 守 備 率 |
| ----- | ----- | ----- | ----- | ----- | ----- | ----- | -------- |
| 2022  | 楽天  | 24    | 0     | 5     | 0     | 0     | 1.000    |
| 2023  | 楽天  | 1     | 0     | 1     | 0     | 0     | 1.000    |
| 2024  | 楽天  | 18    | 1     | 3     | 0     | 0     | 1.000    |
| 通算  | 通算  | 43    | 1     | 9     | 0     | 0     | 1.000    |

- 2024年度シーズン終了時

### 記録
初記録
- 初登板：2022年3月25日、対千葉ロッテマリーンズ1回戦（楽天生命パーク宮城）、7回表に3番手で救援登板、1回無失点
- 初奪三振：2022年3月30日、対オリックス・バファローズ2回戦（京セラドーム大阪）、8回裏に福田周平から見逃し三振
- 初勝利：2024年4月10日、対オリックス・バファローズ2回戦（京セラドーム大阪）、9回裏に4番手で救援登板、1回無失点
- 初セーブ：2024年4月21日、対埼玉西武ライオンズ6回戦（ベルーナドーム）、9回裏に5番手で救援登板・完了、1回無失点
- 初ホールド：2025年5月25日、対北海道日本ハムファイターズ11回戦（楽天モバイルパーク）、11回表に5番手で救援登板、1回無失点

### 背番号
- 49（2022年[11] - ）